# الهاشمي 2

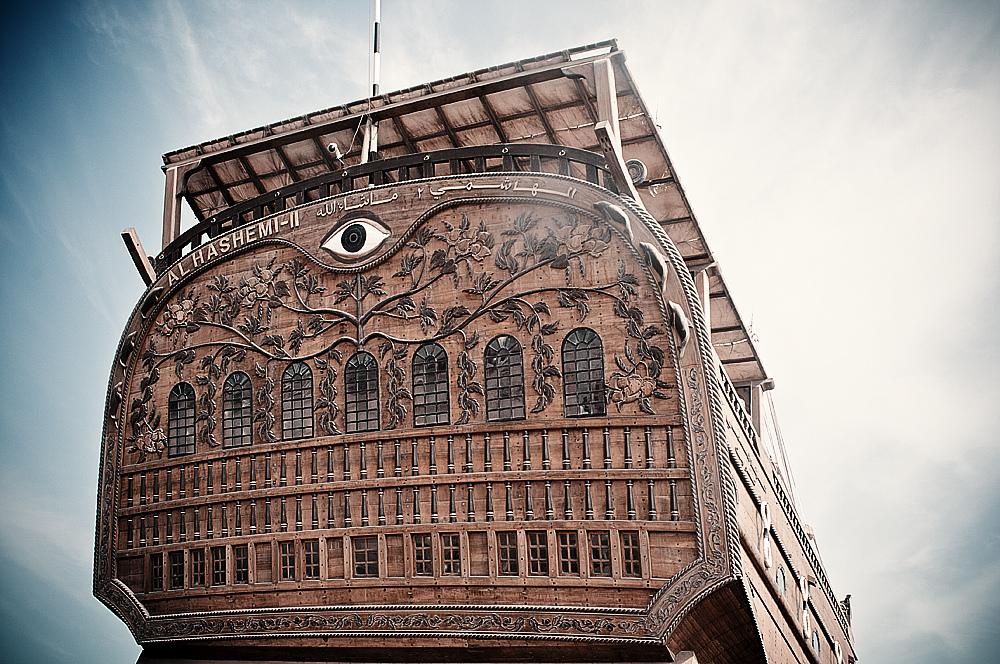
الهاشمي 2 أكبر سفينة داو خشبية في العالم

الهاشمي 2 هي سفينة خشبية كويتية من نوع البغلة. تشتهر سفينة الهاشمي بكونها أحد أكبر السفن الخشبية في العالم حالياً، والسفينة مملوكة لأسرة «معرفي».  حيث يبلغ طولها 80.4 متراً و عرضها 18.7 متراً، و بحموله تقدر ب 2,500 طن.
بدأ التخطيط لمشروع بناء سفينة الهاشمي 2 عام 1985 إلا لم تبدأ أعمال البناء إلا في عام 1997، و اكتمل البناء في الأول من يناير عام 2000. كلف صناعت السفينة ما يقارب 30 مليون دولار في نهاية عام 2001. و تستخدم السفينة كصالة للمناسبات و مطعم و لم تصنع للإبحار. و دخلت السفينة موسوعة غينيس للأرقام القياسية كأكبر سفينة داو عربية في العالم.

## وصلات خارجية
- الموقع الرسمي للسفينة
- صور للهاشمي 2